# 명동 노신사
"명동 노신사"는 1970년 공개된 대한민국의 영화이다.

## 배역
- 장동휘
- 윤정희
- 박노식
- 허장강
- 박암
- 이대엽
- 독고성
- 장혁
- 황백
- 문오장
- 최병철
- 김칠성
- 김문주
- 조석근
- 정혜선
- 안인숙
- 김난영
- 김신재
- 김왕국